# التكيف (فلم)
التكيّف (بالإنجليزية: Adaptation) هو فيلم كوميدي تم إنتاجه في الولايات المتحدة وصدر في سنة 2002.

## بطولة
- نيكولاس كيج
- ميريل ستريب
- كريس كوبر
- كارا سايمور
- تيلدا سوينتون

## الميزانية والإيرادات
بلغت تكلفة إنتاج الفيلم حوالي 19 مليون دولار بينما حقق أرباحا تقدر بـ 32,801,173 دولار.

### ترشيحات وجوائز
| السنة | الحدث          | الفئة                  | النتيجة  |
| ----- | -------------- | ---------------------- | -------- |
|       | جائزة الأوسكار | أفضل ممثل في دور مساعد | فـــــوز |

## وصلات خارجية
- مقالات تستعمل روابط فنية بلا صلة مع ويكي بيانات